# Egyháztartomány
Az egyháztartomány egyházkormányzati egység a katolikus egyházban, mely több, általában szomszédos egyházmegyéből áll. Az Egyházi Törvénykönyv megfogalmazása szerint „szomszédos részegyházak területileg körülhatárolt egysége a közös lelkipásztori tevékenység és a püspökök közti kapcsolat elősegítésére”. Az egyháztartomány élén a metropolita áll, akinek saját egyházmegyéje minden esetben érseki (más néven főegyházmegyei) ranggal bír. A metropolitai hivatal minden esetben egy a pápa által kijelölt püspöki (érseki rangú) székhez van kötve, a metropolitát tehát nem választják, vagy külön kinevezik, hanem az adott püspöki székbe történő kinevezéssel automatikusan az egyháztartomány metropolitája is lesz. (Így például az Esztergom-Budapesti egyháztartomány metropolitája a mindenkori esztergom-budapesti érsek.) Fontos azonban, hogy nem minden érseki szék jelent egyben metropolitai széket is. Így például a franciaországi Aixi főegyházmegye élén is érsek áll, az mégsem metropolita, hanem a Marseille-i főegyházmegye metropolita érseke alá tartozik. A Gyulafehérvári főegyházmegye főpásztora is érsek, de nem metropolita.

Egy érsek-metropolita címersablonja. Érsekként a 10-10 bojt és a kettős kereszt, metropolitaként pedig a pallium jelenik meg a címerben

A tartományhoz tartozó többi egyházmegyét szuffragáneus egyházmegyének nevezzük.
A metropolita a szuffragáneus egyházmegyékben bizonyos jogkörökkel bír, azonban ezek igen szűk mozgásteret engedélyeznek neki. Mára lényegében három dologra korlátozódott a joga:
- Felügyeli a hit és az egyházi fegyelem megtartását, ha pedig visszaélést észlel, értesíti erről a pápát.
- Elvégzi a kánoni vizitációt,[4] ha a megyéspüspök ezt elmulasztotta, és a Szentszék erre külön engedélyt ad.
- Meghatározott esetekben kijelöli az egyházmegyei apostoli kormányzót.

Ezen kívül további kormányzati hatalommal nem bír a szuffragáneus egyházmegyék fölött, azonban a liturgikus szertartásokat az egyháztartomány minden templomában úgy végezheti, mint a püspök a saját egyházmegyéjében.
Azokat a(z) (fő)egyházmegyéket, melyek nem állnak egyetlen metropolita hatalma alatt sem, hanem közvetlenül a Szentszéknek vannak alárendelve, exempt (fő)egyházmegyének nevezzük. Erre példa a Gyulafehérvári főegyházmegye.
A metropolita hatalmának jelképe a pallium, amit a kinevezését követő három hónapon belül a pápától személyesen, vagy képviselője útján kell kérnie.

## Története Magyarországon
Szent István egy független egyháztartomány [érsekség] létrehozására is törekedett a püspökségek mellett. A korabeli felfogás szerint azt a világi államot tekintették önállónak, amely saját egyháztartománnyal rendelkezett, és így templomait önálló érsekség fogta össze. Az új birodalom koncepciója hozzájárult ahhoz, hogy pápa és a császár közreműködésével az 1000. esztendőben a gnieznói érsekség létrehozásával először a lengyel területek váltak le a német birodalmi egyházról. A lengyel példát követve röviddel ezt követően Szent István felvette a kapcsolatot II. Szilveszter pápával és III. Ottóval az önálló magyar érsekség engedélyezése érdekében. 1001 áprilisában a Ravennában tartott zsinaton a pápa engedélyt adott az önálló magyar érsekség létrehozására. Szent István az engedély birtokában, saját székvárosában, Esztergomban állította fel az érsekséget. Úgy tűnik, nagy figyelmet fordítottak arra, hogy az új magyar egyháztartomány létrehozásánál pontosan betartsák az érvényes egyházjogi normákat. A kánonjog a kora keresztény időktől kezdve előírta, hogy egy érsekségi tartománynak az érseki főegyházmegye 
mellett legalább három püspökségből kell állnia. Szent István, ezt figyelembe véve, egyházi tanácsadóival arra törekedett, hogy az érsekség alá három püspökséget rendeljenek. A szabályok pontos betartása azért is szükségesnek látszott, hogy elejét vegyék a német birodalmi egyház részéről várható esetleges kifogásoknak. Ennek érdekében Esztergom alá rendelték a néhány évvel korábban létrehozott veszprémi püspökséget. A korabeli gyakorlat szerint csak az érsekség alapításához kellett feltétlenül pápai engedély. Az érsekség pápai jóváhagyása egyben arra is lehetőséget adott az uralkodóknak, hogy saját maguk Róma újabb hozzájárulása nélkül, ahol szükségesnek gondolják, további püspökségeket hozzanak létre. A ravennai felhatalmazás birtokában Szent István a hatalma alatt álló területen kívánta megszervezni az előírt püspökségeket. Így az érsekség létrehozásához kapcsolódva Győrben szerveztek egy püspökséget valószínűleg még 1001-ben. A harmadik szuffragáneus egyházmegyét István a rokoni kapcsolataira építve Erdélyben kívánta felállítani. Édesanyja, Sarolt a kelet-magyarországi törzs vezetőjének lánya volt. A Gyula vezette törzs a 10. század közepe óta Bizánccal tartott szorosabb kapcsolatot és fél évszázada a fennhatósága alá tartozó területen görög missziós püspökség működött. A latin püspökség elfogadása egyet jelentett volna azzal, hogy az addig független keleti törzs elismeri az Árpádok főhatalmát és beintegrálódik szállásterülete Szent István alakuló államába. Gyula és környezete ragaszkodott a különálláshoz és így Istvánnak fegyverekkel sikerült csak hatalmát elismertetni Erdélyben, és ezzel együtt létrehoznia a harmadik magyar püspökséget. Gyula ellenállása miatt az erdélyi egyházmegye alapítására Győrffy szerint csak 1003-ban került sor. Ezzel létrejött az önálló, kánoni előírásoknak megfelelő, Esztergom vezette magyar egyháztartomány.